# Melody Kay
Melody Kay (* 28. August 1979 in Taylor, Michigan) ist eine US-amerikanische Schauspielerin.

## Leben
Melody Kay begann ihre Karriere in Broadway-Musicals und erhielt 1993 für ihre Leistung im Stück The Secret Garden eine Nominierung für einen Helen Hayes Award als beste Hauptdarstellerin. Ihr Filmdebüt gab sie 1991 in dem Fernsehfilm Das Ende des Schweigens, in dem sie an der Seite von Louis Gossett Jr. und Bruce Dern auftrat. Es folgten Auftritte in den Filmen Ferien total verrückt (1994) und Die unendliche Geschichte 3 – Rettung aus Phantásien (1994), in dem sie die Rolle von Nicole, der Stiefschwester von Bastian, spielte. Sie spielte in späteren Jahren in einzelnen Folgen diverser Fernsehserien mit.

## Filmografie (Auswahl)
- 1991: Das Ende des Schweigens (Carolina Skeletons)
- 1994: Ferien total verrückt (Camp Nowhere)
- 1994: Die unendliche Geschichte III – Rettung aus Phantásien (The NeverEnding Story III)